# Helicopsyche maculisternum
Helicopsyche maculisternum är en nattsländeart som beskrevs av Botosaneanu in Botosaneanu och Alkins-koo 1993. Helicopsyche maculisternum ingår i släktet Helicopsyche och familjen Helicopsychidae. Inga underarter finns listade i Catalogue of Life.